# Google Pay Send
Google Pay Send (v minulosti Peněženka Google, v minulosti anglicky Google Wallet) byl platební systém od společnosti Google. Peněženka Google obsahovala také starší platební systém od společnosti Google – Google Checkout. Ke koncovému uživateli se dostával prostřednictvím předinstalované aplikace v chytrém mobilním telefonu. Hlavním důvodem pro využívání této aplikace byla možnost platit NFC telefonem na podporovaných platebních terminálech. Mezi další funkce patřilo zobrazování nabídek prodejců v nejbližším okolí nebo schopnost Peněženky Google fungovat jako věrnostní karta. Google představil aplikaci na tiskové konferenci 26. května roku 2011. Aplikace byla spuštěna 19. září 2011. V roce 2018 došlo ke sloučení aplikace do Google Pay, přičemž došlo k přejmenování na Google Pay Send a v roce 2020 byl vývoj aplikace ukončen úplně. Nástupnickou aplikací je Google Wallet.

## Platby pomocí Peněženky Google
Do aplikace bylo možné dostat finanční prostředky dvěma způsoby:
- Propojení aplikace s kreditní kartou

Po zadání bezpečnostních údajů o vaší kartě se stal telefon s Peněženkou Google neomezenou náhražkou kreditní karty. Finanční prostředky čerpal z bankovního účtu neomezeně.
- Dobití předplacené platební karty od Google

Druhou možností bylo dobití předplacené karty určitou částkou, kterou lze postupně vyčerpávat. K bankovnímu účtu tedy předplacená karta přímo nepřistupuje.

### První spuštění aplikace
Při prvním spuštění bylo třeba nastavit 4 místný pin, který chrání aplikaci před zneužitím při ztrátě telefonu. Každý nový uživatel dostal od Google $10 na vyzkoušení služby.

## Zabezpečení aplikace
V NFC telefonech byla aplikace navázána k tzv. Secure Elementu, kde uchovávala veškerá citlivá data. K tomuto zabezpečovacímu prvku může přistupovat velmi málo aplikací, přístup je udělován na základě velice přísných podmínek.

## Dostupnost služby
V USA běží platební systém necelý rok. Podporuje jej zde mnoho obchodníků.[zdroj?]

### Dostupnost v Evropě
Aplikace není zatím oficiálně podporována ani v jednom z evropských států.

### Dostupnost v ČR
V Česku je internetová peněženka oficiálně podporována, z českých účtů nelze dostat do aplikace finanční prostředky a na českém play marketu nelze aplikaci do telefonu stáhnout. Objevilo se pár pokusů zaplatit s neoficiálně portovanou aplikací Peněženka Google v Česku, na bezkontaktních platebních terminálech s podporou PayPass funguje aplikace bezproblémově.